# Glàdkovo (Perm)
|  | Per a altres significats, vegeu «Glàdkovo». |

Glàdkovo (en rus: Гладково) és un poble del krai de Perm, a Rússia, que en el cens del 2010 tenia 10 habitants.